# Evolvulus simplex
Evolvulus simplex là một loài thực vật có hoa trong họ Bìm bìm. Loài này được Andersson mô tả khoa học đầu tiên năm 1855.